# 北投溫泉博物館
北投溫泉博物館（英語：Beitou Hot Spring Museum）是位於台灣台北市北投區的史蹟保存類博物館，過去是北投溫泉的公共溫泉浴場，因此又名北投溫泉浴場。

## 歷史

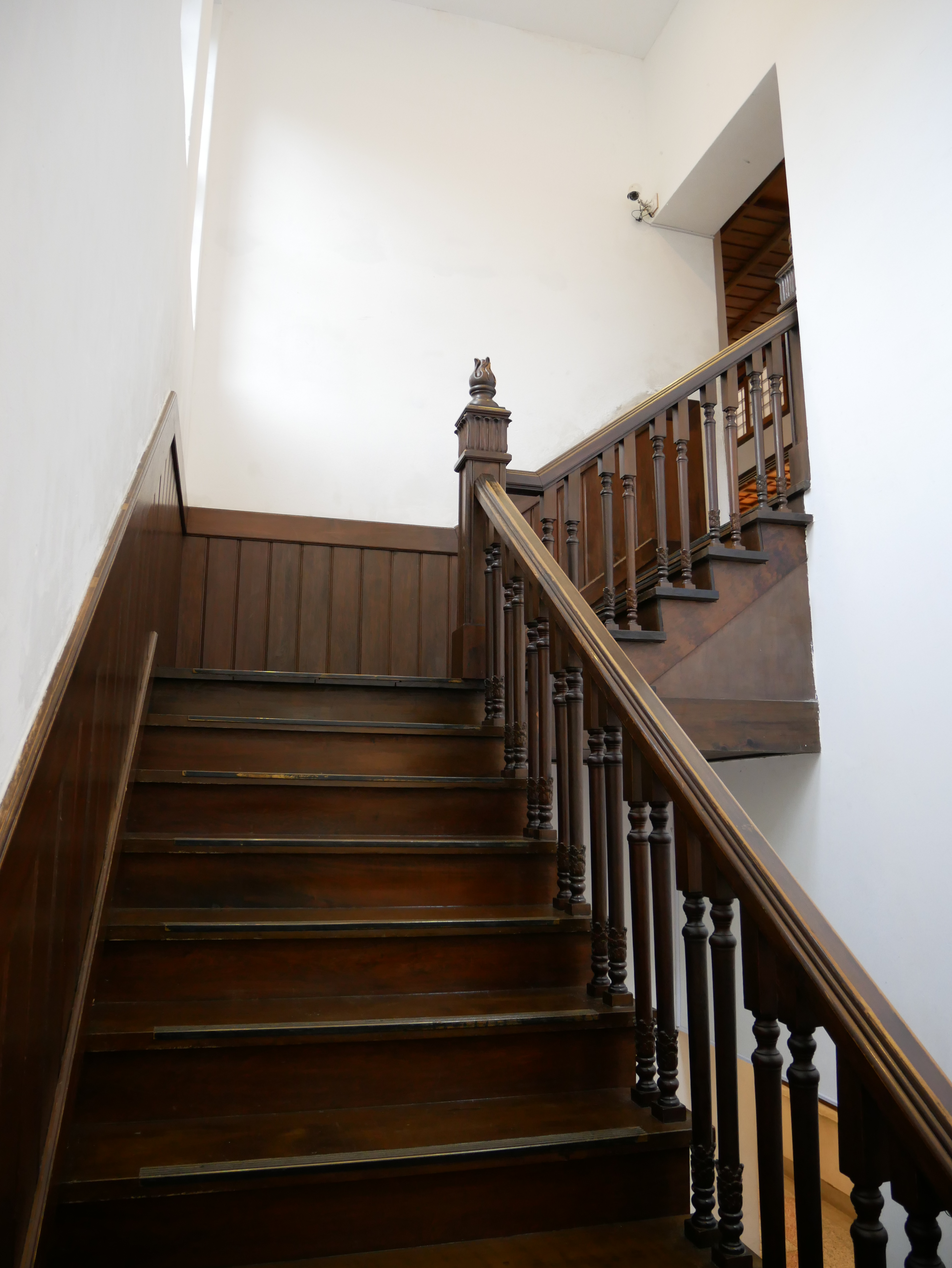
樓梯

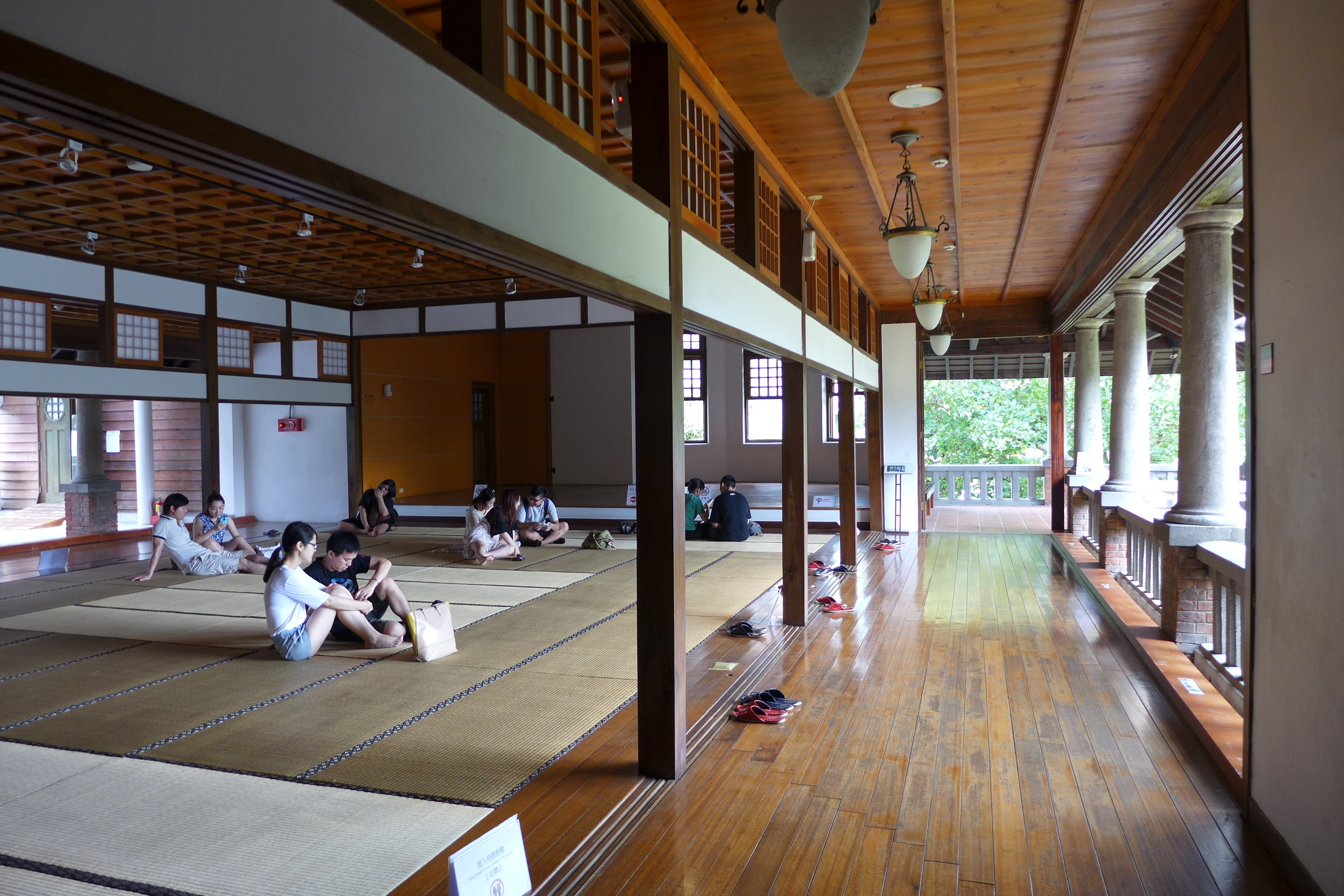
榻榻米活動大廳

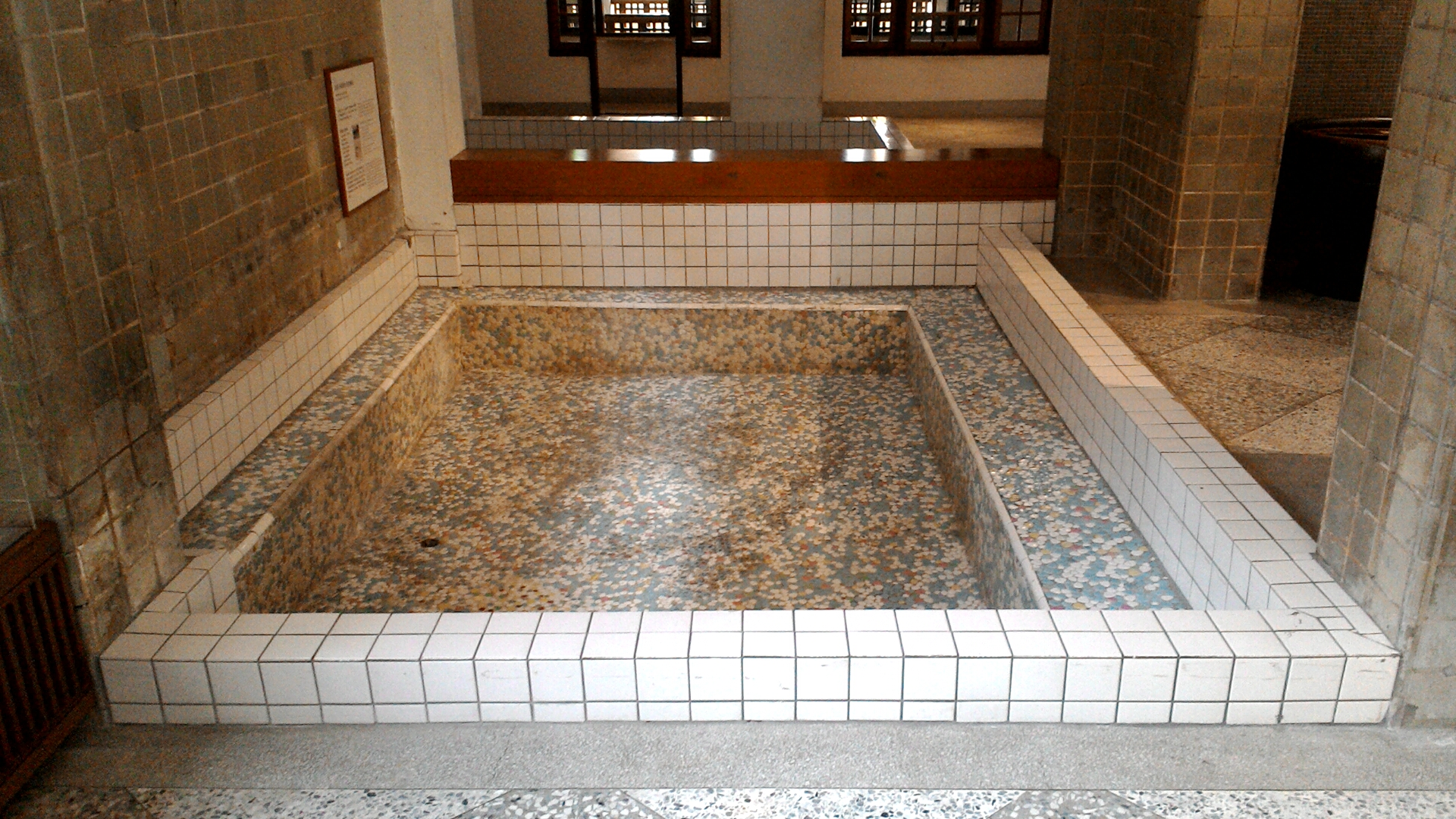
小浴池

北投溫泉浴場建於1913年6月17日，為臺北州仿照日本靜岡縣伊豆山温泉的方式興建而成，是當時規模最大、最華麗的公共浴場，由臺北廳公共衛生單位管理經營。1923年日本皇太子裕仁來台，行程包括前赴北投溫泉，乃增建二樓30多坪御休所；1997年二月中華民國內政部指定為三級古蹟（之後隨文資法修正為市定古蹟），之後由台北市政府民政局整修為北投溫泉博物館。占地約700坪，是兩層樓仿英式磚造建築，一樓為磚造浴池，二樓為木造休息區，並設有娛樂室等。
1945年國民政府接收台灣之後，此浴場曾一度成為中國國民黨台北縣北投鎮黨部及北投鎮民眾服務社，除了舉辦國家慶典外，也出租供民眾作為喜宴場所。當時該建築一樓後面部分，即現博物館辦公室區及浴場部分，也做為台北縣議會招待所，兼營游泳池。該建築同時為台北縣警察局北投分局光明派出所所用，共三單位同時使用該建築。國民黨北投鎮黨部遷出後，北投溫泉業沒落，台北縣議會也不再使用為招待所，1988年2月9日台北市政府警察局北投分局光明派出所遷出。於是該建築變成民眾占用之住宅，部分空間出租變成電影道具間，開始急速傾頹。
1994年，逢甲大學建築系學生陳林頌以北投溫泉谷地的北投溪、北投溫泉公共浴場、北投公園等北投歷史空間之研究為題撰寫畢業論文，並測繪北投公共浴場平面、立面圖、北投溪谷地模型。陳林頌並四處呼籲搶救北投公共浴場，希望其不被拆除成為纜車站。
1994年，北投國小的呂鴻文、黃桂冠、謝淑玲、許家寶老師開會規劃八十三年度資源班教學主題，決定以「鄉土教學」為重點。呂鴻文、黃桂冠在探勘北投溪時，進入台北縣議會招待所，赫然發現這棟建築即是「北投溫泉公共浴場」。她們清楚知道這棟建築的歷史價值，幾經陳情要求保存此建築，然皆無下文，最後蔡麗美老師發起師生聯署陳情書，交給居住於北投的國大代表許陽明。而陳林頌的資料也在這時彙集到了許陽明辦公室，並被採納成為重建北投最重要的理論依據與宣傳資料。許陽明於是利用其與當時台北市市長陳水扁的緊密關係，親自向陳水扁說明。因此溫泉浴場很快便獲指定成為三級古蹟，許陽明亦開始邀集當地居民組成「北投溫泉博物館」推動小組，並提出主張推動成為「居民親手打造自己社區的博物館」，也積極地向台北市政府爭取經費，最後獲得市政府採納成為市府的重要專案。為了實踐「居民親手打造自己社區博物館」想法，許陽明徵求全部不支薪的社區志工組織「北投溫泉博物館籌備處」，以提出社區主張，協調社區主張，並督促實現主張。同時也協助收集溫泉相關文物無償捐贈「北投溫泉博物館」，並記錄志工籌備工作日誌以昭公信，用以實踐此史無前例的社區運動。

### 北投兒童樂園
1916年設立，原稱「公共浴場附屬遊園地」，是利用浴場的民眾隨行兒童的遊樂場所，有遊具，還有小型動物園。

## 修復
1998年北投溫泉博物館由台北市政府著手修復成史蹟類保存博物館，並在10月31日對外開放。工程花費總計有新台幣1億1181萬餘元，分為兩個階段：第一階段是拆除一些岌岌可危的建築體，以及補強管線等，花費新台幣336萬元；此階段留下來舊有的溫泉系統包括分水管、磺底石、溫泉陶管、口徑磚等，這些在營造籌備階段由許陽明、陳林頌等人在工地發現保存、或專程收集的無償文物。
第二階段則是修復與再利用工程，花費新台幣9845萬209元。此次主要是為了與鄰近的北投溫泉親水公園一起規劃。這一段時期的修復，參考了許多舊照片和耆老口述歷史，將溫泉博物館內部與外部盡量回復日治時期舊貌。可惜博物館仍有不少珍貴的文物已經遺失，如西側一樓拱窗的彩繪玻璃已在修護前遺失，現在是複製品。

## 現況
該館現已列為臺北市市定古蹟。館內規劃有一樓二樓展區，以北投溫泉發展史為主題，從溫泉的原理、北投石、火山（一樓展場）到後期北投溫泉鄉發展史、凱達格蘭族歷史「北投社原住民」、北投產業和台灣好萊塢等規劃（二樓展場）。目前館內參觀人數有限制，同時不得超過一百人在館內參觀，入館必須更換拖鞋。溫泉博物館館內最珍貴的眾多北投石，全部由許陽明出面向中華民國礦岩協會創會理事長陳嘉林與諸多礦石收藏家商量、呼籲「讓北投石回家」時，收藏家紛紛捐出讓許陽明一起交由溫泉博物館收藏的珍貴國寶。

## 圖片集

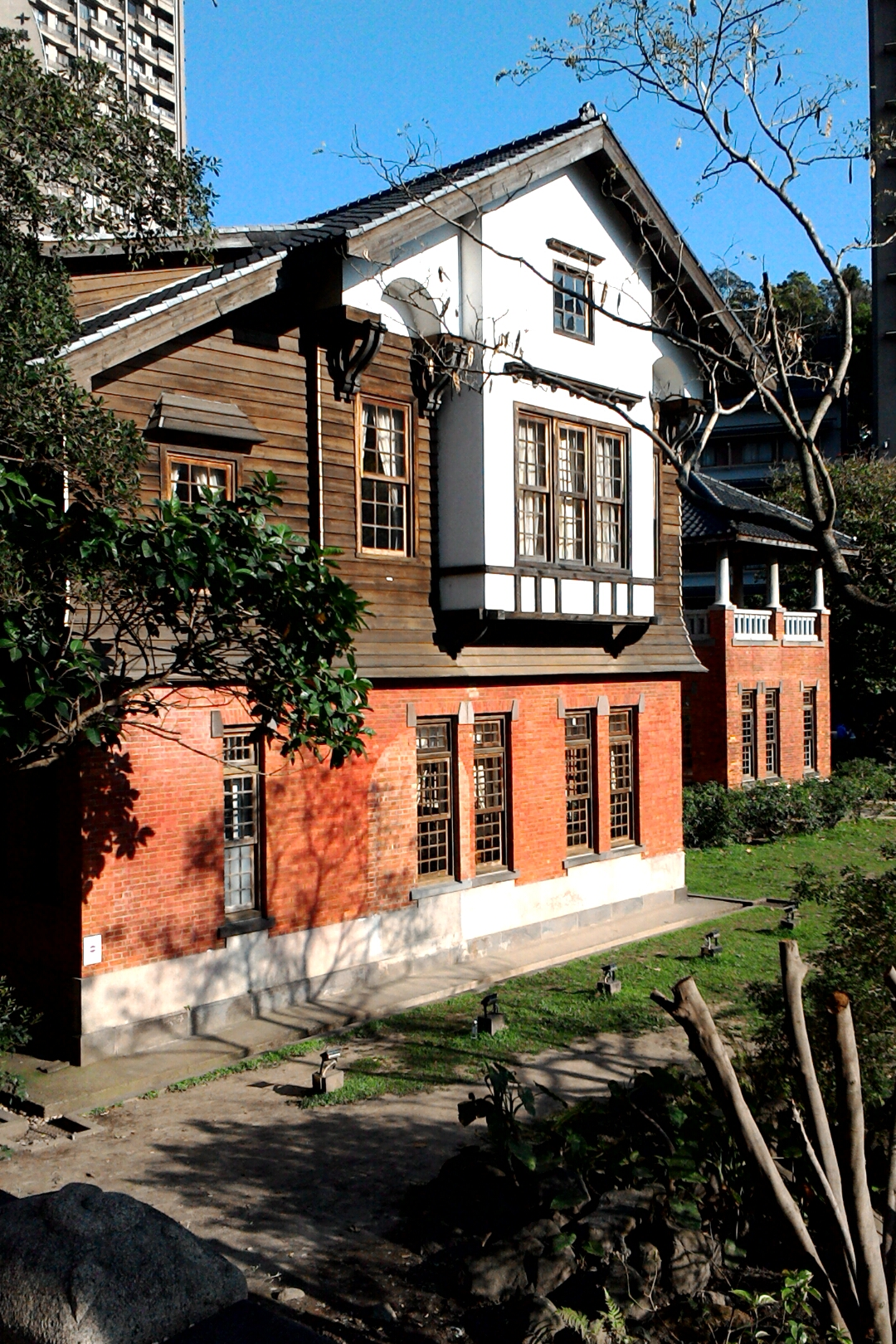
博物館建築物北半部
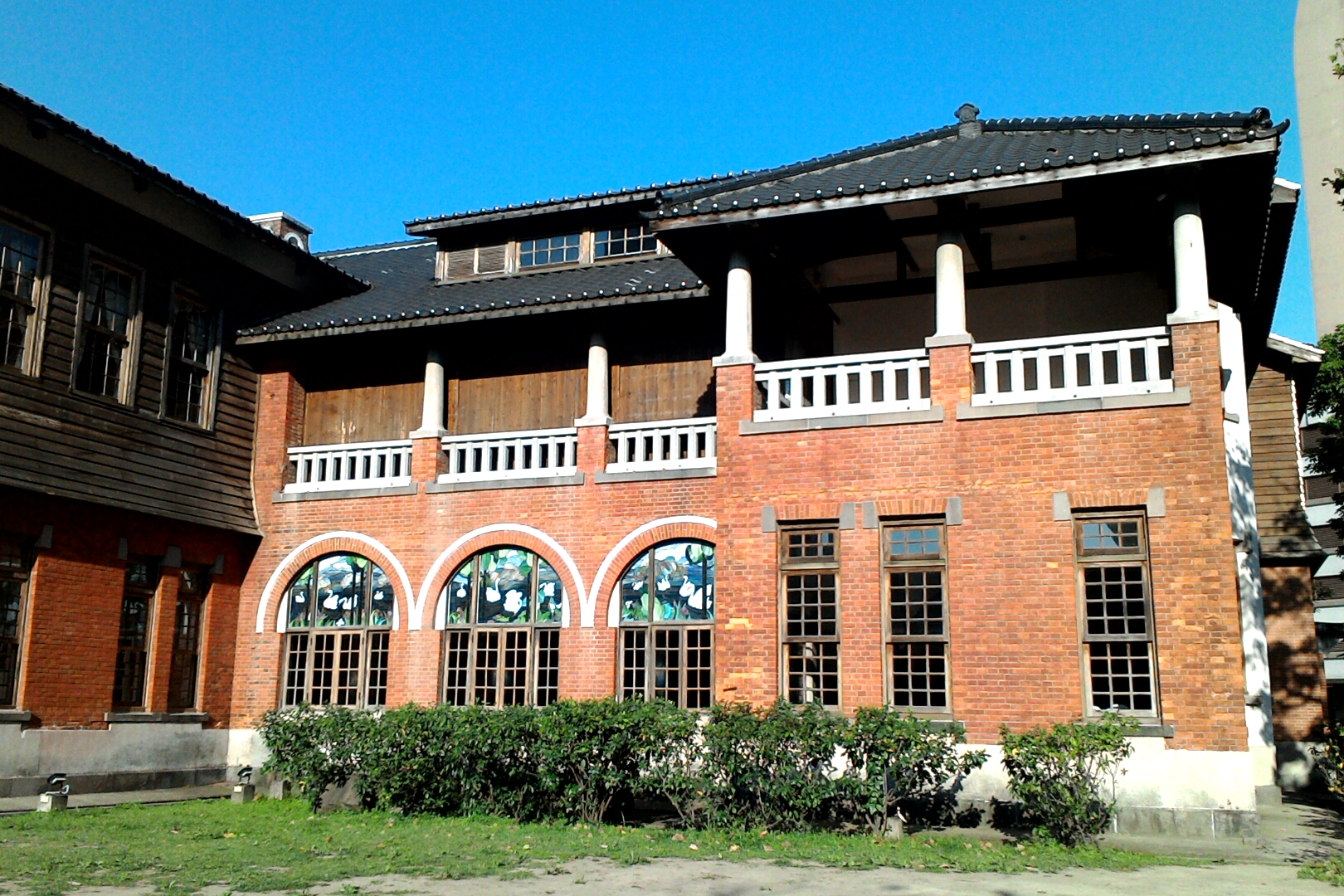
博物館建築物南半部
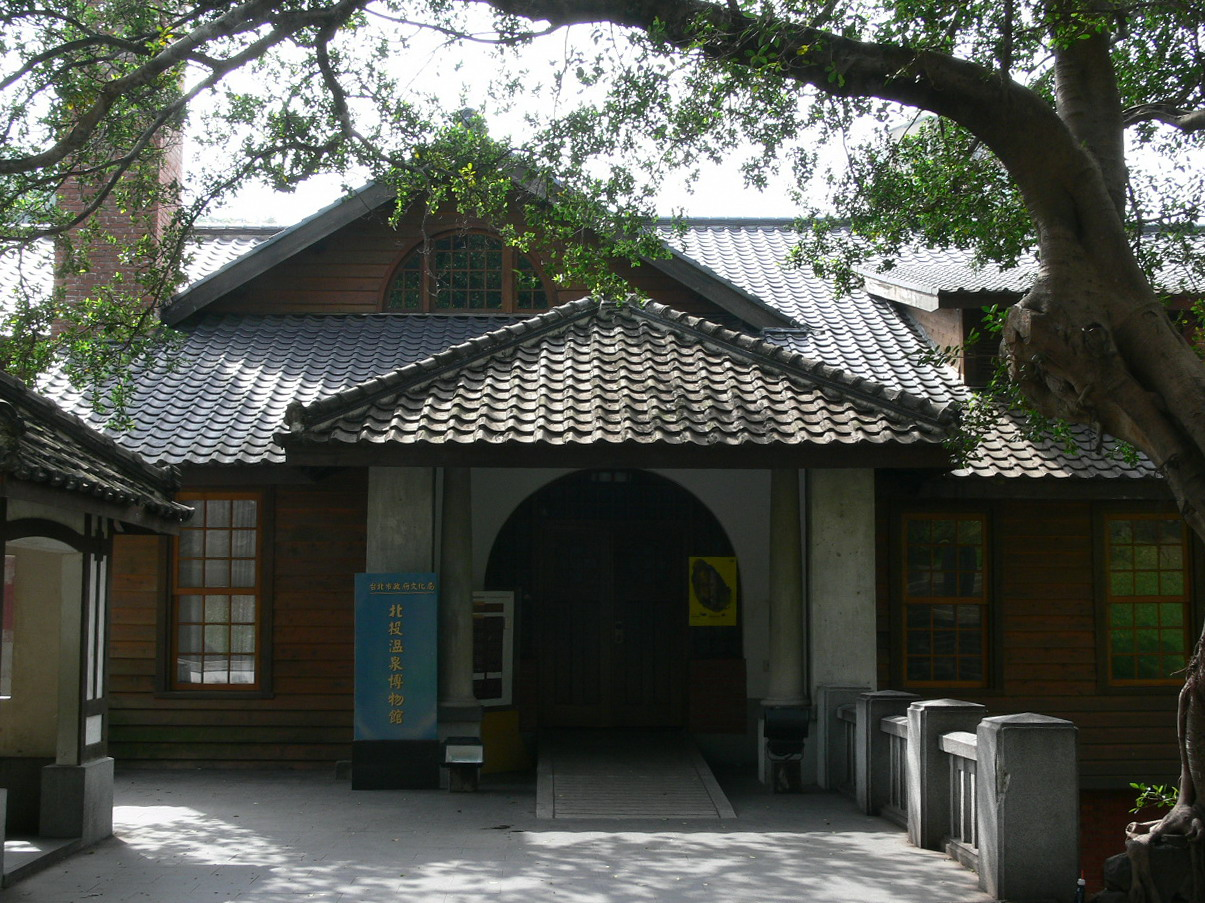
入口（中山路旁）
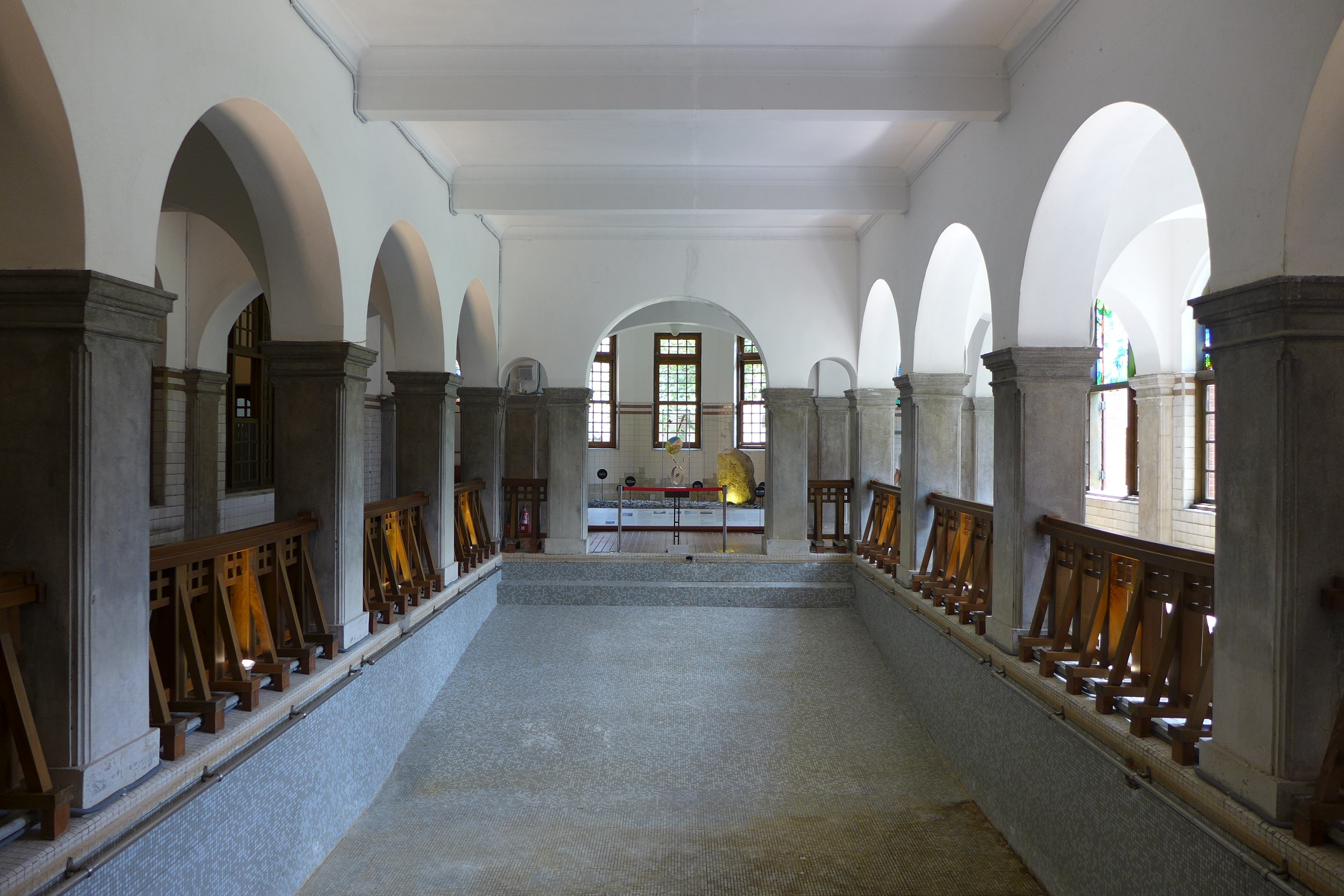
大浴池
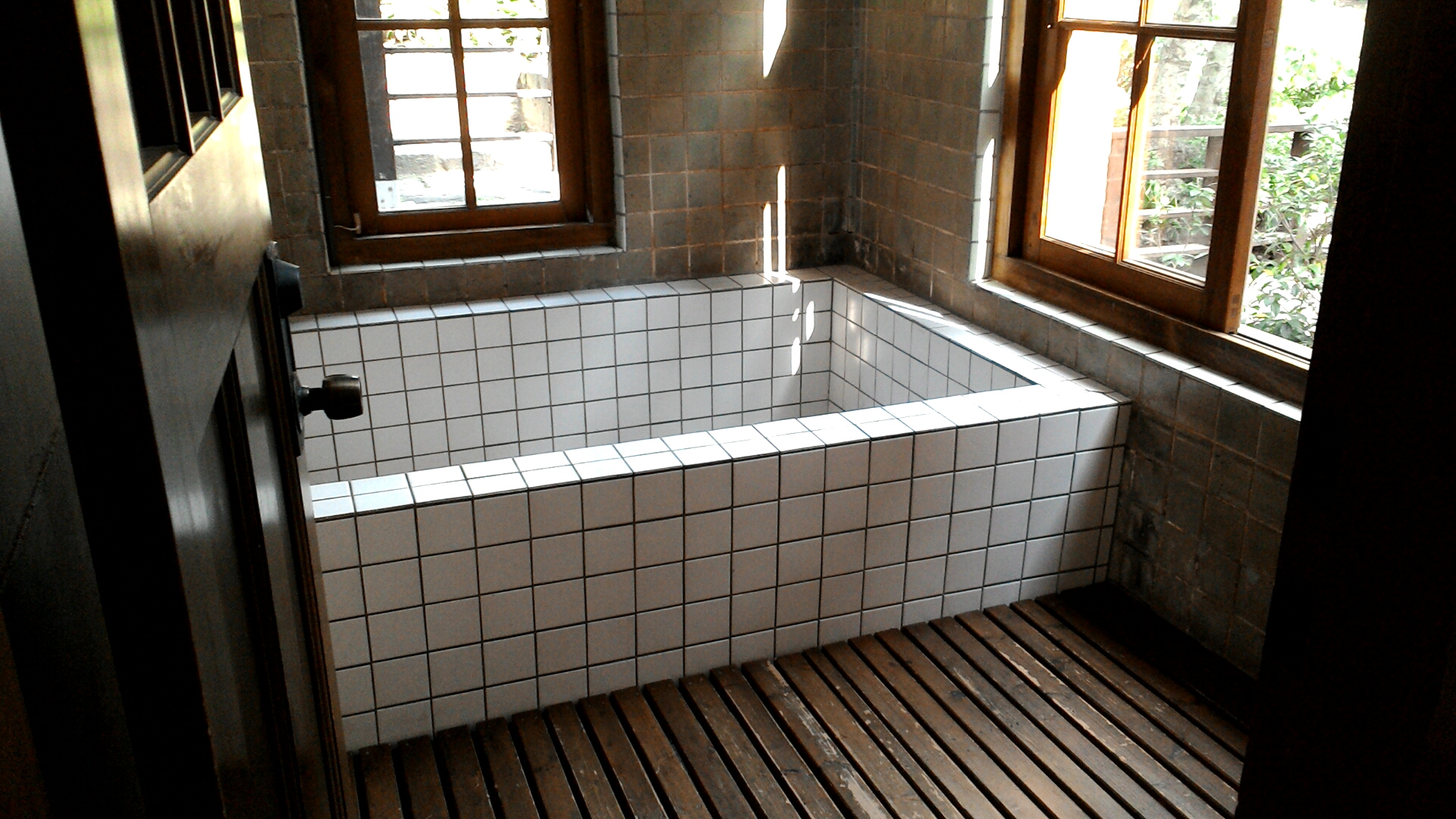
個人浴池
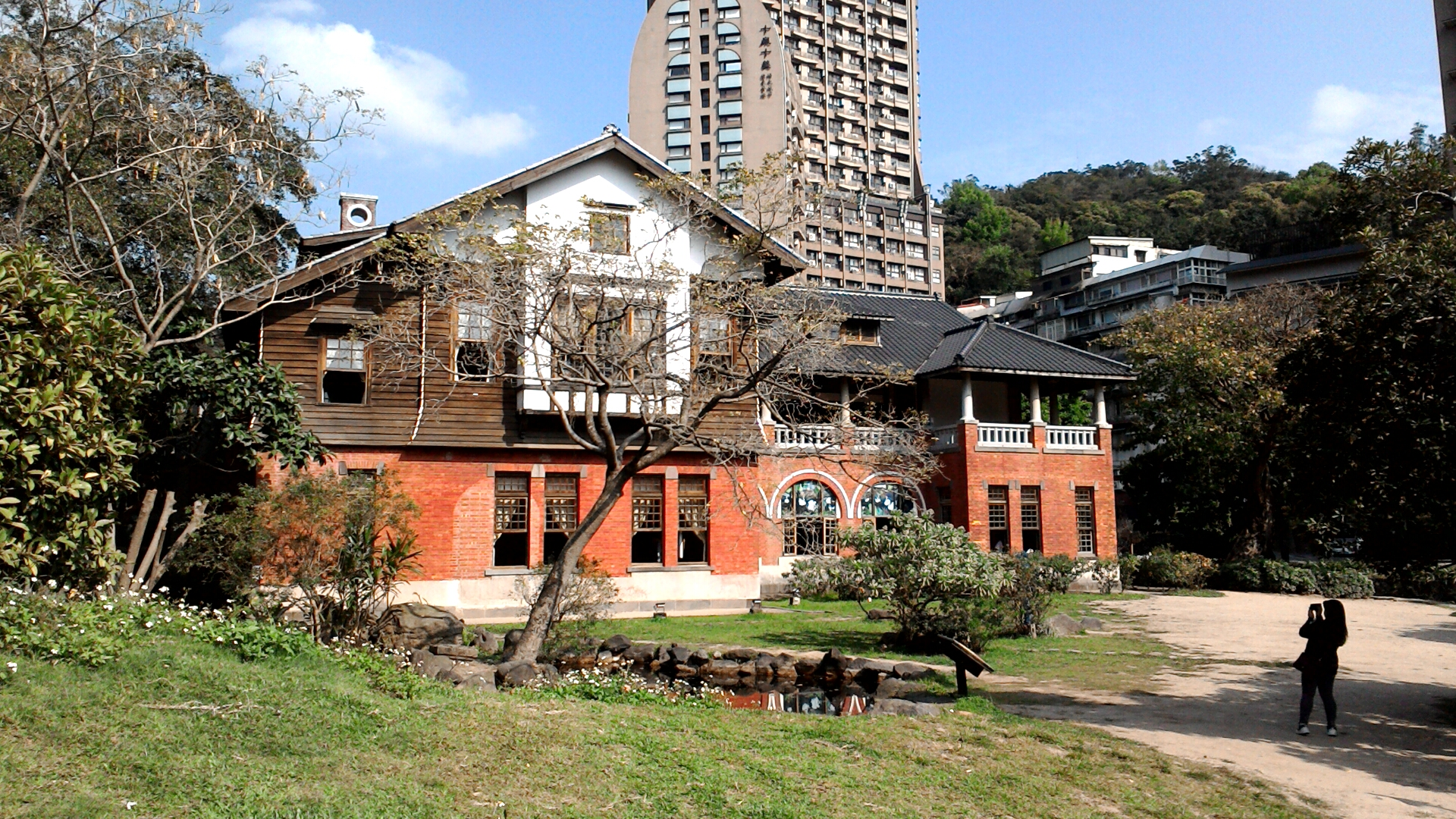
由草坪方向觀看博物館建築物
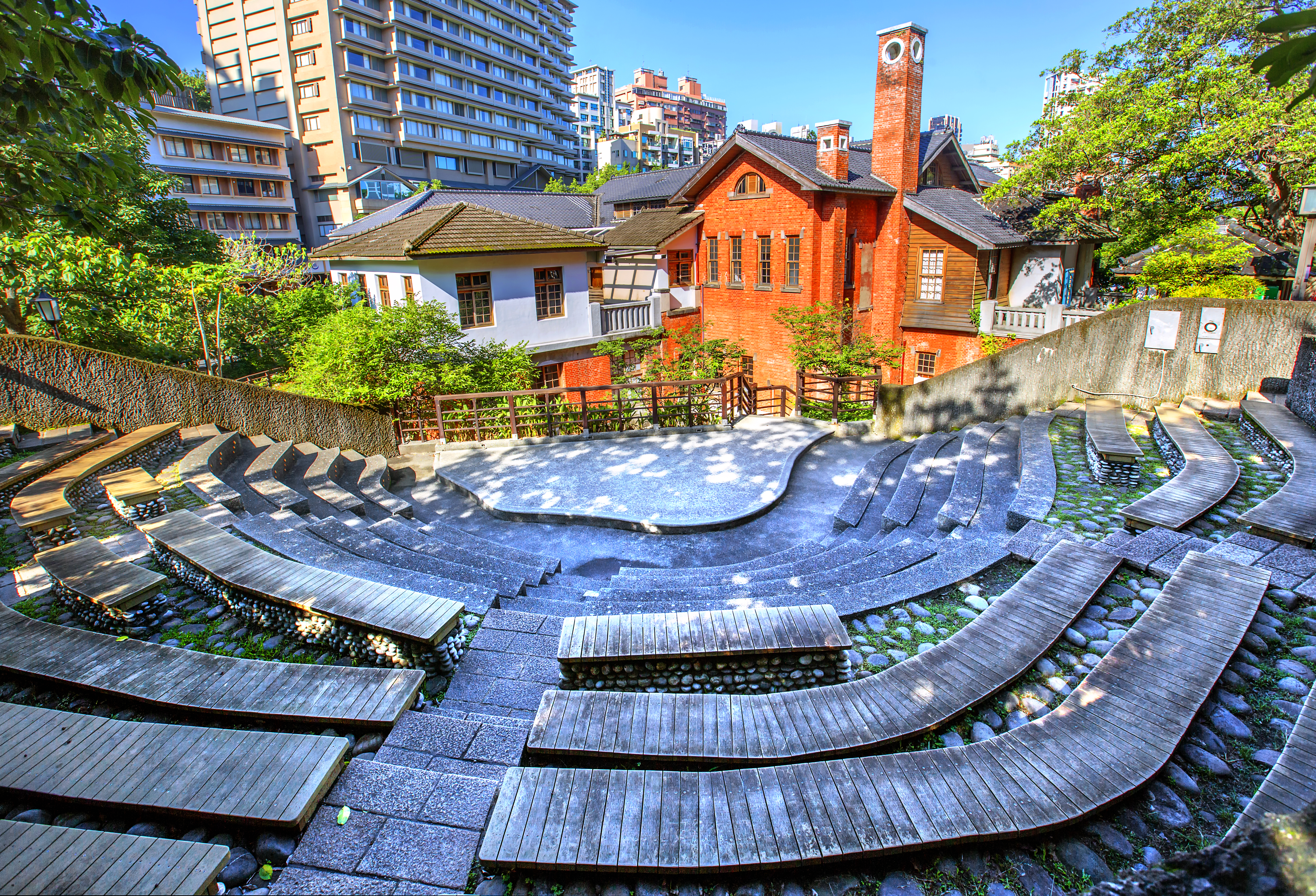
博物館後方園區